# Panax quinquefolius
Panax quinquefolium, el ginseng americano, es una especie de ginseng nativa del este de Norteamérica. Es una planta perenne, dicotiledónea, de la familia Araliaceae.

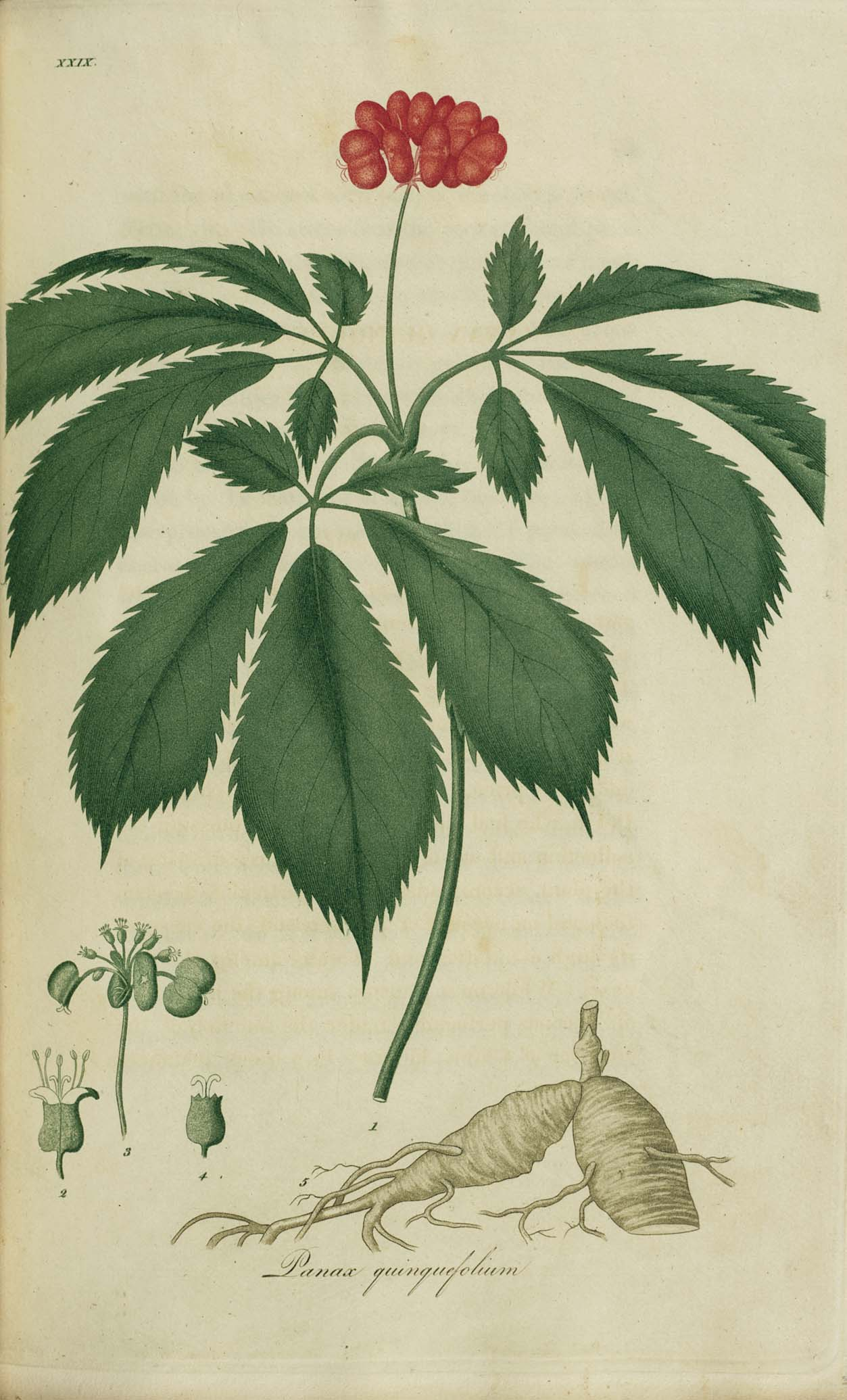
Ilustración

## Distribución y hábitat
Es nativa del este de América del Norte, aunque también se cultiva fuera de su área de distribución espontánea, como en China.

## Propiedades
La raíz  y las hojas se utilizan tradicionalmente con fines medicinales por los indígenas americanos.[cita requerida] Desde 1800, las raíces son recolectadas y vendidas a comerciantes de China y también de Hong Kong que suelen pagar precios muy altos, por ser las raíces de las plantas silvestres más cotizadas que las cultivadas.
Debido a esta recolección excesiva ha disminuido su número y extensión. Hoy se cultiva comercialmente, bajo sombra artificial, en los estados de  Wisconsin y Minnesota. Se suele cosechar al tercer o cuarto año.

## Taxonomía
Panax quinquefolium fue descrita por Carlos Linneo y publicado en Species Plantarum 2: 1058–1059. 1753.
Sinonimia
- Aralia quinquefolia (L.) Decne. & Planch.
- Ginseng quinquefolium (L.) Alph.Wood
- Panax americanus (Raf.) Raf.
- Panax americanus var. elatus Raf.
- Panax americanus var. obovatus (Raf.) Raf.
- Panax cuneatus Raf.
- Panax quinquefolius var. americanus Raf.
- Panax quinquefolius var. obovatus Raf.
- Panax quinuefolius var. americanus Raf.
- Panax quinuefolius var. obovatus Raf.[4][5][6]